# Pleuridium lamprropyxis
Pleuridium lamprropyxis là một loài rêu trong họ Archidiaceae. Loài này được Müll. Hal. Paris mô tả khoa học đầu tiên năm 1900.